# Bradfield, Norfolk
Bradfield är en by i civil parish Swafield, i distriktet North Norfolk, i grevskapet Norfolk i England. Byn är belägen 25 km från Norwich. Bradfield var en civil parish fram till 1935 när blev den en del av Swafield. Civil parish hade 136 invånare år 1931.